# Johnnie Lee Gentry
Johnnie Lee Gentry ( 1939 - ) es un botánico estadounidense, que opera académicamente como coordinador del "Centro de Estudios de Biomasa", del herbario de la Universidad de Arkansas, y ha trabajado como coeditor del Checklist of the Vascular Plants of Arkansas. Comité Arkansas Vascular Flora. 2006, U. de Arkansas, Departamento de Printing Services.

## Algunas publicaciones
- 1974. The generic name Saracha Ruiz & Pavón (Solanaceae). Vol. 36, Issue 8 de Fieldiana: Botany. 4 pp.

### Libros
- 1970. A revision of certain American species of Hackelia (Boraginaceae). 276 pp.
- johnnie l. Gentry, paul c. Standley. 1974. Flora of Guatemala. Ed. Field Museum of Natural History in Chicago. Fieldiana 24 ( 10), Nº 1 & 2. 151 pp.
- enrique Forero, johnnie l. Gentry, robert l. Carr. 1976. A revision of the American species of Rourea subgenus Rourea (Connaraceae). Vol. 26, Issue 1 de Memoirs of the New York Botanical Garden. 227 pp.

- La abreviatura «J.L.Gentry» se emplea para indicar a Johnnie Lee Gentry como autoridad en la descripción y clasificación científica de los vegetales.[1]